# Rue Burnouf
Pour les articles homonymes, voir Burnouf.
La rue Burnouf est une voie du 19e arrondissement de Paris, en France. 

## Situation et accès

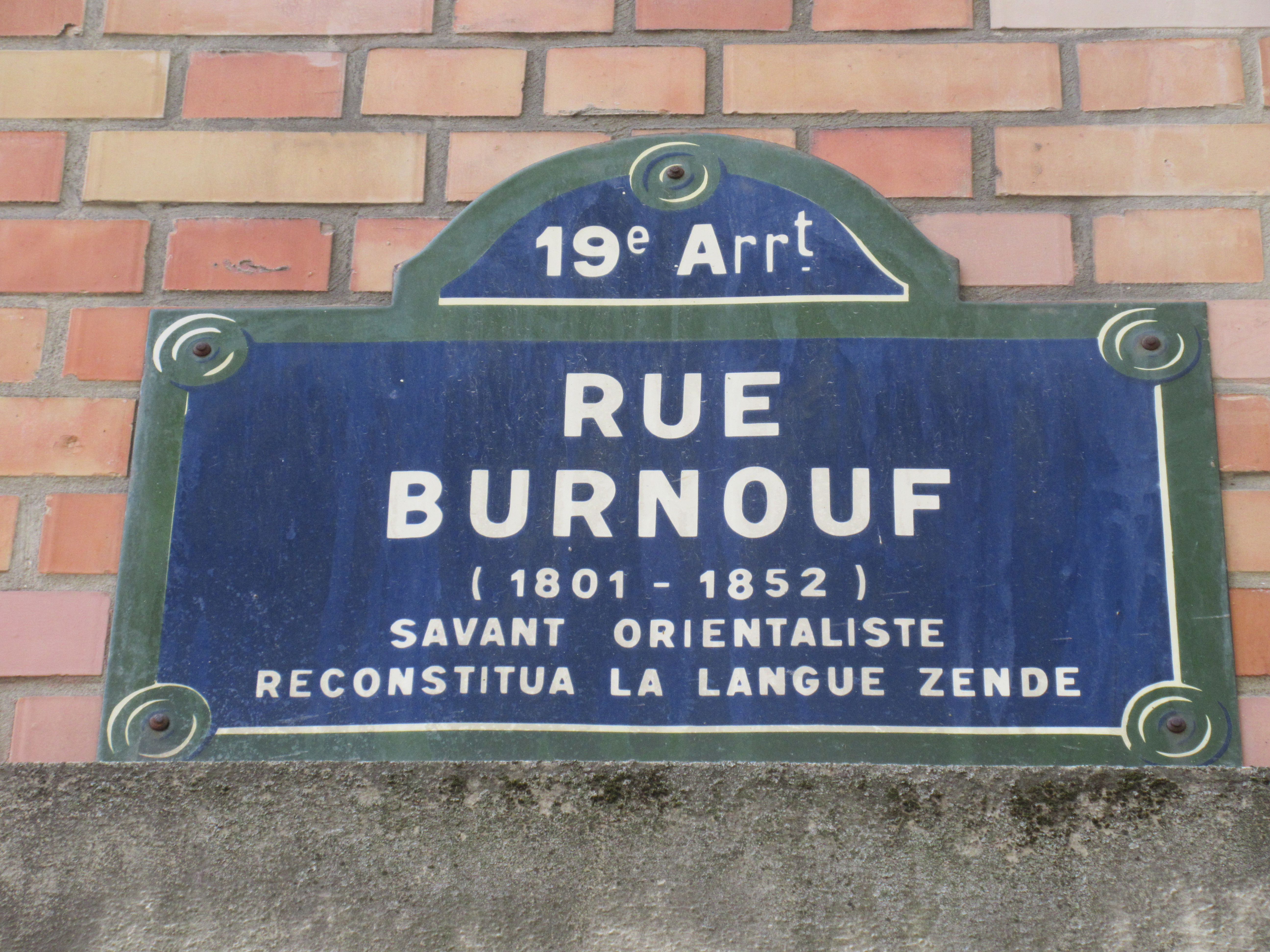

La rue Burnouf est une voie publique située dans le 19e arrondissement de Paris. Elle débute au 66, boulevard de la Villette et se termine au 87, avenue Simon-Bolivar.

## Origine du nom

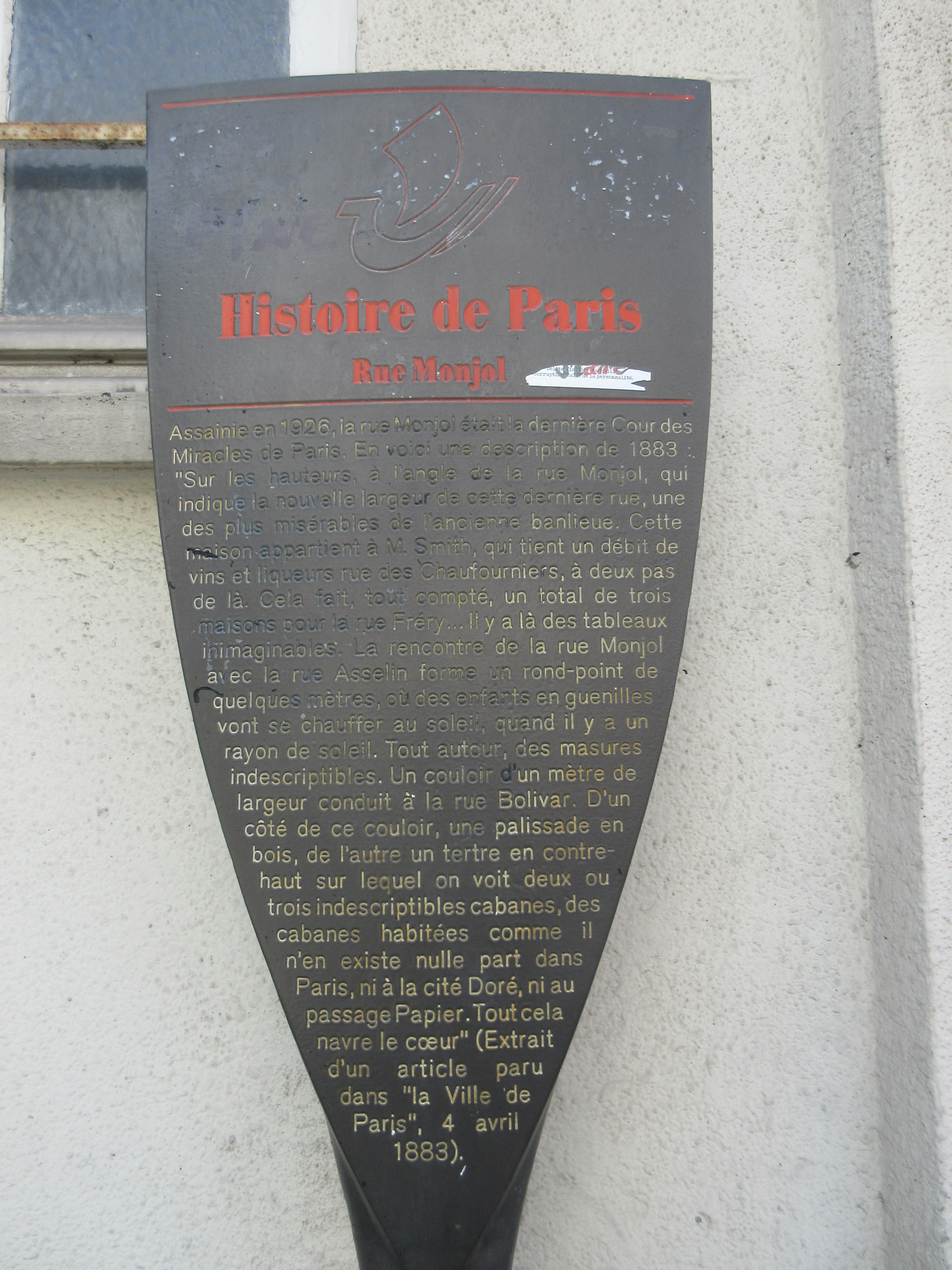
Panneau Histoire de Paris
« Rue Monjol »

Elle porte le nom du linguiste et orientaliste Eugène Burnouf (1801-1852)

## Historique
Cette voie ouverte par la Ville de Paris en 1881 sous le nom de « rue Friry » prend sa dénomination actuelle par un arrêté du 30 août 1884.

## Bâtiments remarquables et lieux de mémoire
Cette voie comportait l'entrée de service et les bâtiments technologiques de l'ancien lycée Diderot.